# Fou d'amour (film, 1943)
Pour les articles homonymes, voir Fou d'amour.
Pour plus de détails, voir Fiche technique et Distribution.
Fou d'amour est un film français coécrit et réalisé par Paul Mesnier en 1942 et sorti à Paris en 1943.

## Fiche technique
- Réalisation : Paul Mesnier
- Scénario : Max d'Yresme et Paul Mesnier
- Dialogues : Paul Mesnier
- Décors : René Renoux
- Photographie : Georges Clerc
- Maquillage : Hagop Arakelian
- Musique : Roger-Roger
  - Chanson : Bébert interprétée par Andrex, paroles Raymond Vincy, musique Henri Martinet
- Directeur de production : Georges Lampin
- Société de production : Monaco Films
- Pays d'origine :  France
- Format :  Noir et blanc - 35 mm - son mono
- Genre : Comédie
- Durée : 85 minutes
- Date de sortie : 
  - France : 16 juin 1943

## Distribution
- Elvire Popesco : Arabella, une kleptomane soignée dans la clinique psychiatrique du professeur Hauteclair
- Henri Garat : Claude Servin, le fils du patron d'un grand magasin qui s'éprend de Solange et se fait interner dans la clinique d'Hauteclair pour se rapprocher d'elle
- Micheline Francey : Solange Perrier, la filleule du professeur Hauteclair, dont s'éprend Claude
- Andrex : Ulysse, l'ami de Claude qui chante dans des revues de cabaret
- Jacques Louvigny : le professeur Hauteclair, le directeur d'une clinique psychiatrique et parrain de Solange
- Marcel Vallée : Monsieur Servin, le patron d'un grand magasin et père de Claude
- Julien Carette : l'homme aux mouches
- Fred Pasquali : le parieur
- Sinoël : le vieux client
- Jean Rigaux : le ténor
- Viviane Gosset : Noémie
- Marcelle Rexiane : la pudibonde
- Odette Barencey : la douairière
- Louis Blanche : le croupier
- Henry Charrett : l'épicier
- Paul Demange : l'économe
- Robert Dhéry : l'embrasseur
- Paul Faivre : Latulle
- Bernard Lajarrige : le spectateur
- Léon Larive : le gros client
- Albert Malbert : Emile
- Frédéric Mariotti : un malabar
- Paul Ollivier : le monsieur poli
- Annette Poivre : la spectatrice
- Jean-Marie Boyer : Le titi